# Бернадівка
Берна́дівка (у 1958—1990 роках — Лощинівка) — село в Україні, у Микулинецькій селищній громаді Тернопільського району Тернопільської області. Підпорядковалось Струсівській сільській раді до 2020 року. У 2003 році в селі мешкало 278 осіб.
Розташоване на відстані близько трьох кілометрів на північний захід від міста — Теребовлі.

## Географія
Через село тече річка Тюха, права притока Серету.

## Історія
До війни кількісний склад польського населення села становив майже саме стільки як і українського. За переписом 1935—1936 років в селі мешкало 603 особи, з яких 305 — українці, 298 — поляки.
Але зважаючи на те, що існувала польська влада, тут переважав польський уклад життя, навіть в однокласній школі навчання проводила вчителька-полька.
У селі до 1939 року діяло товариство «Просвіта», хоча частина молоді Бернадівки належали до «Просвіти» Струсова.
1 серпня 1934 року село увійшло до складу новоутвореної сільської гміни Струсів.
У 1946 році більшовики повністю знищили могилу та пам'ятний знак воїнам УГА та Січовим Стрільцям. Після цього почалися арешти усіх, коло більшовицька влада вважала «ворогами народу». Серед них: Куліковський Володимир Мар'янович (*1928), Козак Омелян Олексійович (*1907, загинув у таборі), Іванчук Василь Миколайович, Нечай Юлія Іванівна (*1896, 10 років позбавлена волі), Куліковський Маріан (*1886), Бегер Дмитро (загинув у тюрмі), Прачук Михайло Семенович (*1927, засуджений на 10 років), Мостовий Іван, Слободян Дмитро, Грибінник Ярослав Юліанович (*1926).
12 червня 2020 року, відповідно до розпорядження Кабінету Міністрів України № 724-р «Про визначення адміністративних центрів та затвердження територій територіальних громад Тернопільської області» увійшло до складу  Микулинецької селищної громади.
19 липня 2020 року, в результаті адміністративно-територіальної реформи та ліквідації Теребовлянського району, село увійшло до складу Тернопільського району.

## Політика

### Парламентські вибори, 2019
На позачергових парламентських виборах 2019 року у селі функціонувала окрема виборча дільниця № 610876, розташована у приміщенні бібліотеки.
Результати
- зареєстровано 178 виборців, явка 45,51%, найбільше голосів віддано за «Слугу народу» — 20,99%, за Всеукраїнське об'єднання «Батьківщина» — 16,05%, за Радикальну партію Олега Ляшка — 13,58%.[5] В одномандатному окрузі найбільше голосів отримав Микола Люшняк (самовисування) — 37,84%, за Ігоря Сопеля (Слуга народу) і Володимира Бліхаря (Всеукраїнське об'єднання «Батьківщина») — по 14,86%[6].

## Населення

### Мова
Розподіл населення за рідною мовою за даними перепису 2001 року:
| Мова       | Кількість | Відсоток |
| ---------- | --------- | -------- |
| українська | 282       | 100%     |

## Релігія
- дві церкви Введення в храм Пресвятої Богородиці (1865, архітектор М. Жабський, ПЦУ; 2010, УГКЦ).

## Пам'ятники
- встановлено 3 «фігури» святих.

## Поширені прізвища
Загородний, Миськів, Островський, Паньків, Тичинський.

## Відомі люди
У селі народилися:
- український літературознавець О. Жабський.
- Подольський Андрій — український волонтер[9][10]. Про його волонтерську діяльність режисерка Іванка Олійник зняла в 2024 році короткометражний документальний фільм «Андрій Подольський та його команда»[11].
- Руснак Микола Ігорович (1975—2014) — молодший сержант ЗСУ, учасник російсько-української війни[12][13].

## Галерея

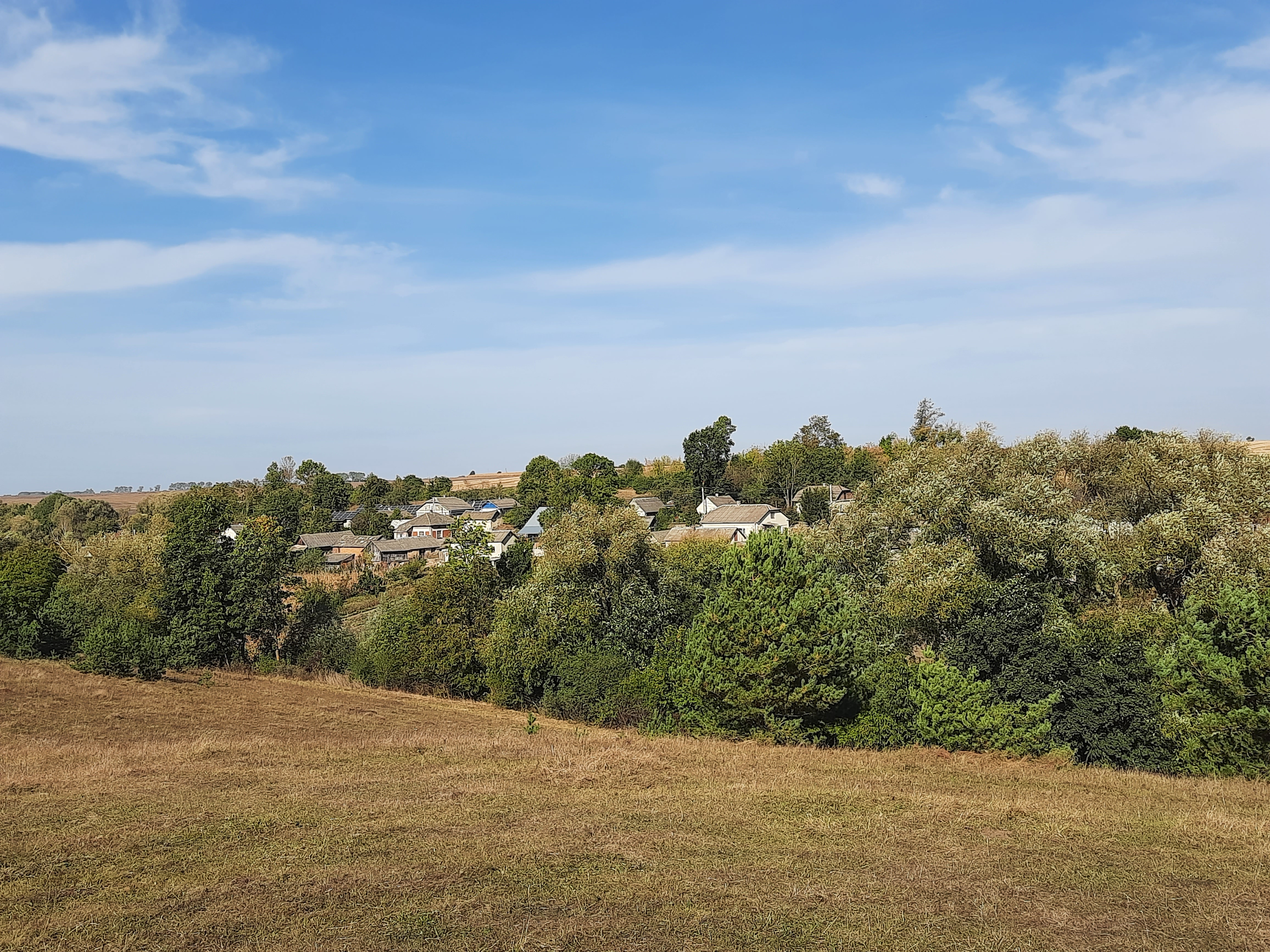
Вигляд на село з пагорба
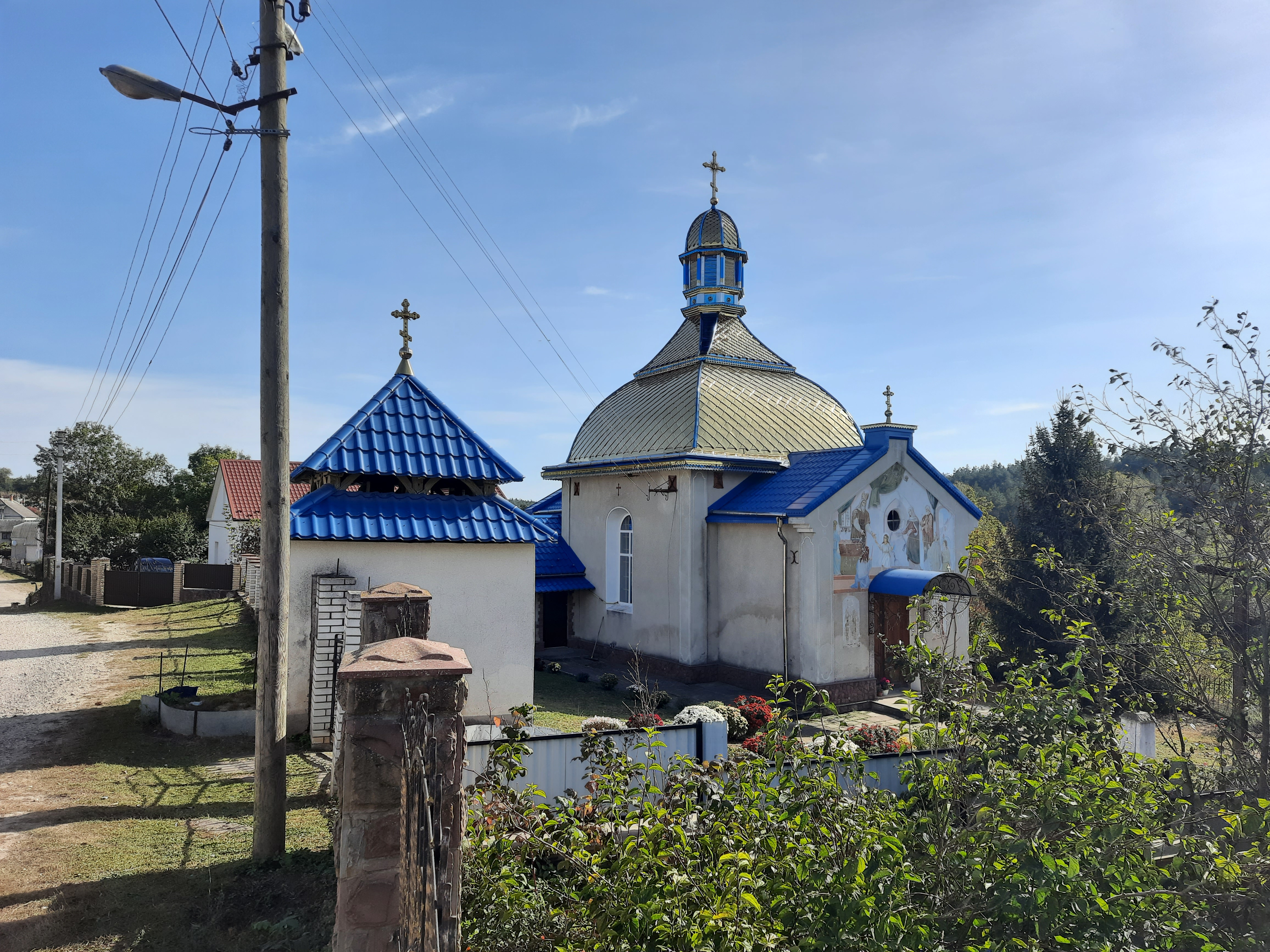
Церква Введення в храм Пресвятої Богородиці, (1865, УГКЦ)
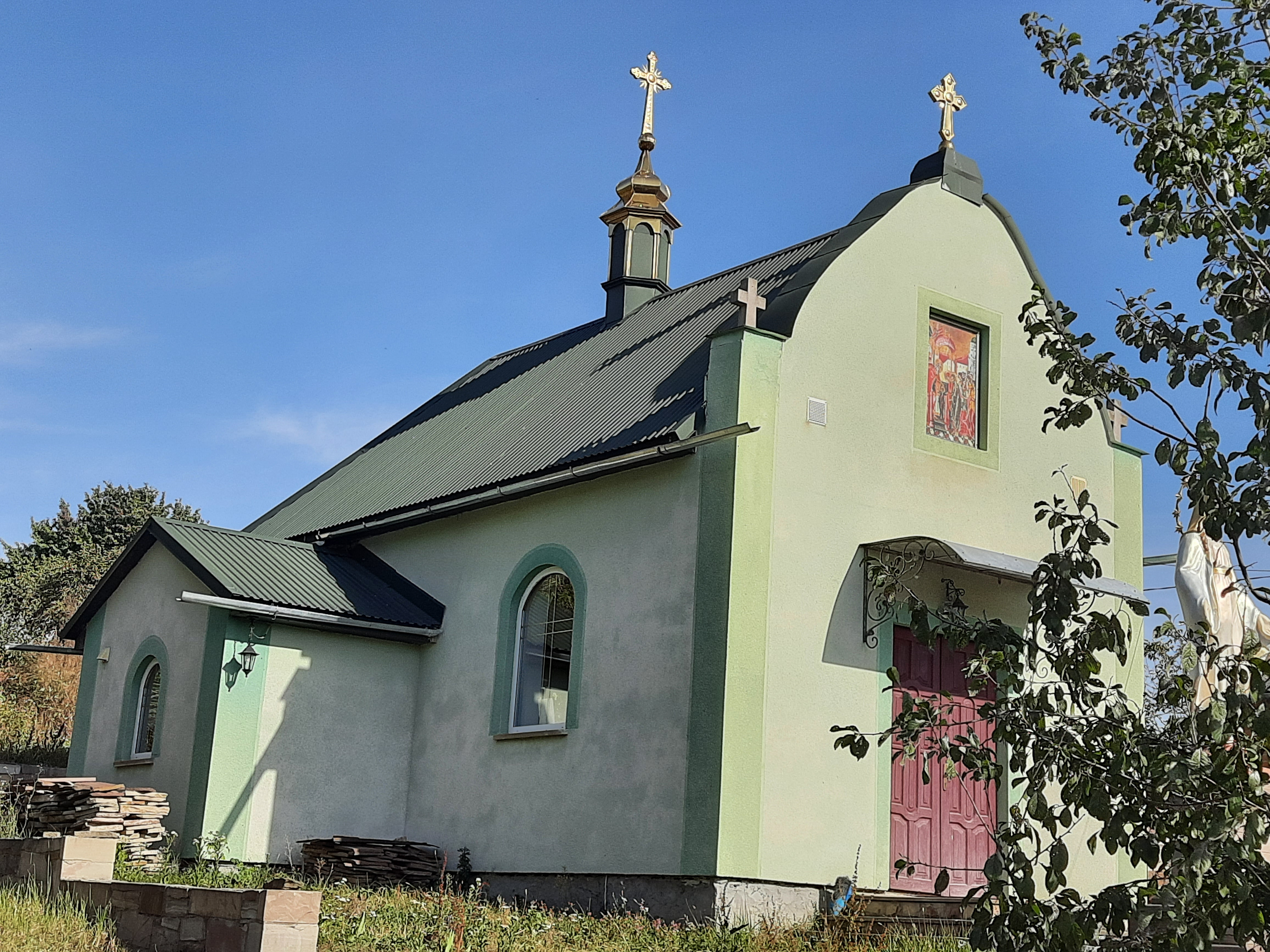
Церква Введення в храм Пресвятої Богородиці, (2010р.ПЦУ)
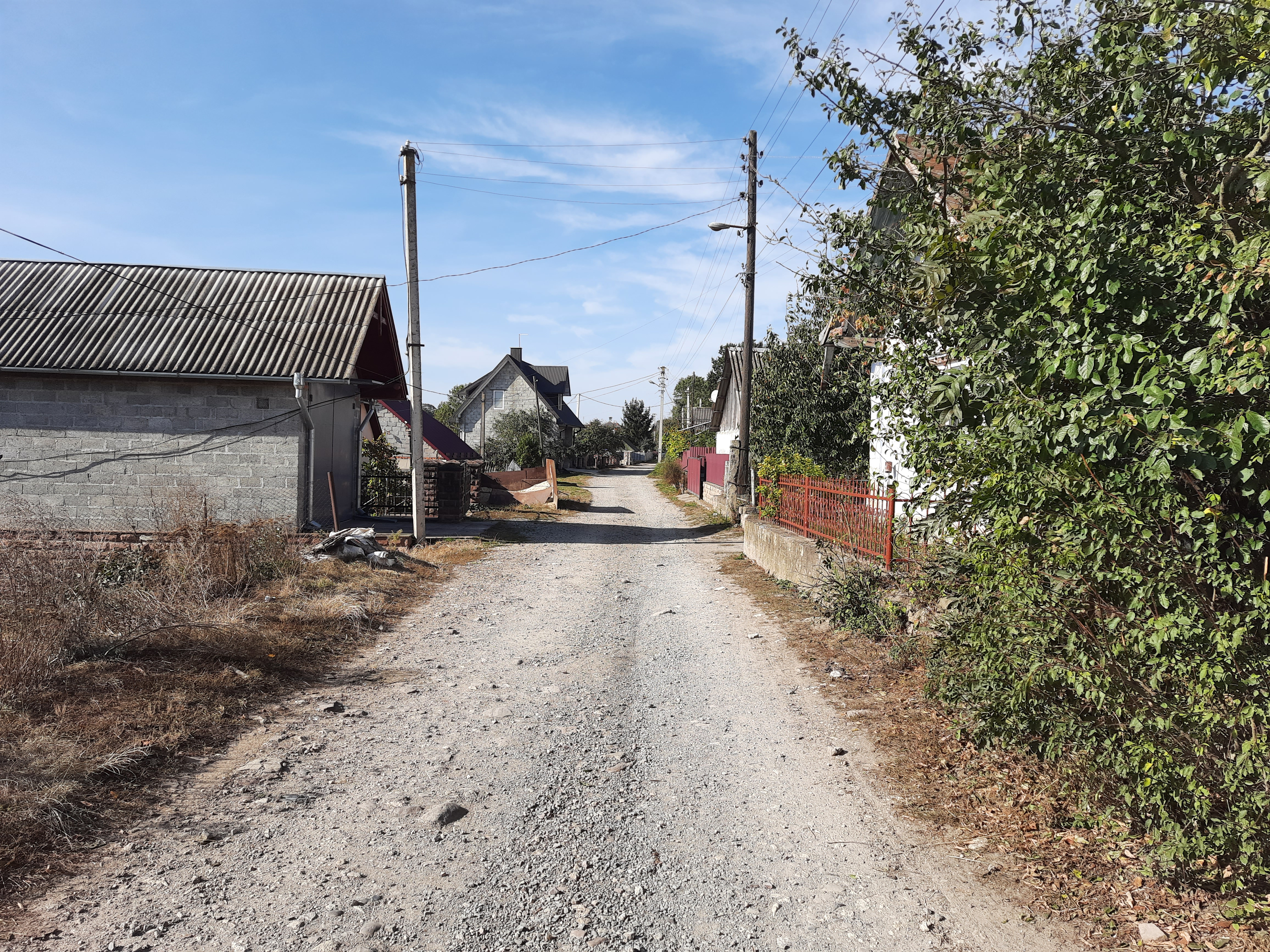
Сільська вулиця
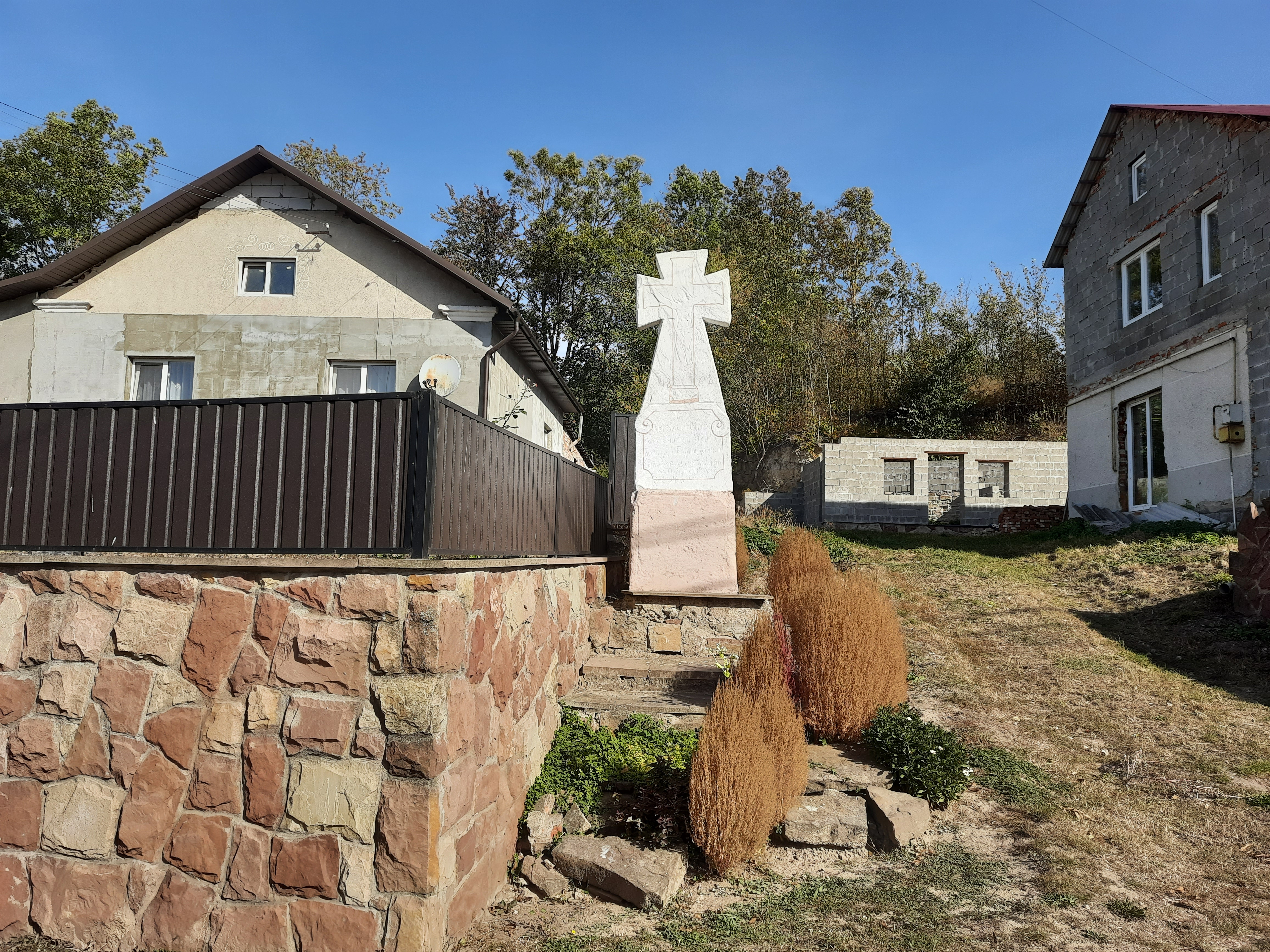
Пам'ятний хрест